# 香川県出身の人物一覧
香川県出身の人物一覧（かがわけんしゅっしんのじんぶついちらん）は、Wikipedia日本語版に記事が存在する香川県出身の人物の一覧表である。

## 公人

### 政治家

#### 国政
- 中野武営（元衆議院議員、元東京商業会議所会頭）
- 綾部健太郎[1]（元衆議院議員、第53代衆議院議長）
- 三土忠造（元貴族院議員、元文部大臣）
- 矢野庄太郎（元衆議院議員、元大蔵大臣）
- 大平正芳（元衆議院議員、第68・69代内閣総理大臣）
- 宮脇長吉（元衆議院議員、鉄道紀行作家・宮脇俊三の父）
- 津島壽一（元参議院議員、元防衛庁長官）
- 西尾末広（元衆議院議員、民主社会党初代委員長）
- 三木武吉（元衆議院議員、保守合同の功労者）
- 平井太郎（元参議院議員、元郵政大臣）
- 成田知巳（元衆議院議員、元日本社会党委員長）
- 福家俊一（元衆議院議員、通称・政界の怪物）
- 加藤常太郎（元衆議院議員、元労働大臣）
- 平井卓志（元参議院議員、元労働大臣）
- 森田一（元衆議院議員、元運輸大臣、大平正芳の娘婿）
- 真鍋賢二（元参議院議員、元環境庁長官）
- 大野功統（元衆議院議員、元防衛庁長官）
- 木村義雄（参議院議員、元衆議院議員）
- 喜岡淳（元参議院議員）
- 平井卓也（衆議院議員、デジタル改革担当大臣）
- 古本伸一郎（元衆議院議員）
- 小川淳也（衆議院議員）
- 植松恵美子（元参議院議員）
- 薗浦健太郎（元衆議院議員）
- 山内俊夫（元参議院議員）
- 玉木雄一郎（衆議院議員）
- 山下芳生（参議院議員）
- 磯﨑仁彦（参議院議員）
- 山下貴司（衆議院議員）
- 大野敬太郎（衆議院議員）
- 勝沼栄明（元衆議院議員）
- 瀬戸隆一（衆議院議員）
- 西岡新（元衆議院議員）
- 好井正信（外交官、元参事官）
- 吉川元（衆議院議員）
- 豊沢豊雄（元衆議院議員）
- 溝淵春次（元参議院議員）

#### 地方自治
- 大久保諶之丞（四国新道・香川用水・瀬戸大橋を提唱した明治期の県議会議員）
- 金子正則（香川県知事）
- 前川忠夫（香川県知事）
- 平井城一（香川県知事）
- 真鍋武紀（香川県知事）
- 浜田恵造（香川県知事）
- 池田豊人（香川県知事）
- 脇信男（高松市長）
- 大西秀人（高松市長）
- 砂川敏文（帯広市長）
- 横山英幸（大阪市長）
- 大江正彦（第4代香川県小豆島町長）[2]

### 政治活動家
- 多田羅譲治

### 官僚
- 伊原和人（第17代厚生労働事務次官、厚生労働省保険局長、第14代厚生労働省医政局長、死因究明等推進本部事務局長、厚生労働省政策統括官（総合政策担当））
- 齋賀富美子（国際刑事裁判所裁判官）
- 阪本和道（内閣府審議官）
- 神余隆博（ドイツ駐箚特命全権大使、国際連合日本政府代表部特命全権大使）
- 竹内芳明（第20代総務事務次官、総務審議官）
- 根津利三郎（経済協力開発機構科学技術産業局長）
- 原田武夫（外交官、原田武夫国際戦略情報研究所創業者）
- 平井裕秀（第16代経済産業審議官）
- 平沢和重（外交官、NHK解説委員）
- 宮脇梅吉（官選第30代新潟県知事、官選第24代岐阜県知事、官選第20代千葉県知事、官選第23代埼玉県知事、官選第22代和歌山県知事）

### 法曹
- 秋山賢三
- 安西愈
- 岡正晶

### 軍人・自衛官

#### 陸軍軍人・陸上自衛官
- 片桐茂（陸軍中将）
- 高橋坦（陸軍中将）
- 近藤新八（陸軍中将）
- 原田熊吉（陸軍中将）
- 斎藤弥平太（陸軍中将）
- 大平秀雄（陸軍少将）
- 前川清（陸将補）
- 原剛（一等陸佐、軍事史学者）
- 穴吹智（陸軍曹長、二等陸佐）

#### 海軍軍人・海上自衛官
- 秋山門造（海軍中将）
- 矢野英雄（海軍中将）
- 高嶋博視（海将）
- 堀内多雄（海軍少将）
- 原為一（海軍大佐）
- 樋端久利雄（海軍大佐）
- 田辺弥八（海軍中佐）
- 三木忠直（海軍技術少佐）
- 福井義男（海軍大尉）
- 樫村寛一（海軍少尉）
- 宮崎勇（海軍少尉）

## 実業家
- 辻義文（元日産自動車社長、会長、元日本自動車工業会会長、元日本経済団体連合会副会長）
- 石井絹治郎（大正製薬創業者）三豊市高瀬町
- 芦原義重（元関西電力社長）高松市
- 池田守男（資生堂相談役）高松市
- 中村光一（株式会社チュンソフト代表取締役社長）
- 馬渕健一（マブチモーター創業者）高松市
- 大社義規（日本ハム創業者・日本ハム球団オーナーとして野球殿堂入り）さぬき市津田町
- 近藤照久（東洋炭素創業者）
- 木下尚慈（ユニリーバ・ジャパンの元社長）
- 穴吹夏次（元穴吹工務店社長）
- 石井健一郎（元大同特殊鋼社長）
- 川崎舎恒三（元大同特殊鋼副社長）
- 則久芳行（元三井住友建設社長）
- 福岡富雄 (学校法人コンピュータ総合学園)の創業者

## 文化人
- 平賀源内（本草学者、蘭学者、医者、作家、発明家、画家など）さぬき市
- 久米通賢（発明家、天文学、測量学、塩田開発など）東かがわ市
- 奈良専二（篤農家）
- 宇川直宏（現代美術家、メディア・アーティスト、映像作家、文筆家、ストリーミング・チャンネルプロデューサーなど）高松市

### 学者
- 阿部周造（経営学者：元早稲田大学消費者行動研究所長）
- 石井安憲（経済学者：早稲田大学教授）
- 植田和弘（経済学者：日本における環境経済学の草分け的存在）
- 大山定一（独文学者：ゲーテ、リルケなどの翻訳）
- 岸田秀（心理学者、精神分析学者、エッセイスト：「唯幻論」の主張）
- 佐藤勝彦（宇宙物理学者：インフレーション宇宙論の提唱者）
- 四宮和夫（民法学者）
- 土井虎賀寿（哲学者・文学者）
- 中澤清（惑星科学者：東京工業大学教授・理学部長）
- 南原繁（政治学者：東京帝国大学第15代総長：第二次世界大戦前後にかけて在任）
- 三木成夫（解剖学者、発生学者：自然哲学者、思想家）
- 三木茂（植物学者、古生物学者：生きている化石である「メタセコイア」の発見）
- 本山博（超心理学者）：小豆郡
- 保井コノ（植物学者：日本初の女性博士）
- 渡辺寛（歴史学者）
- 柴野栗山（儒学者、寛政の三博士の一人）高松市牟礼町
- 黒川知文（神学者）小豆島
- 大久保彦三郎（教育者）三豊市財田町
- 蓮井良憲（商法学者）
- 高畑常信（中国文学）高松市男木島
- 内海喩（化学者）
- 青木繁伸（疫学者・統計学者：群馬大学教授）
- 植松治雄（医師）
- 萱原昌二（日本史）
- 合田正人（哲学）
- 小山修三（文化人類学・考古学）
- 濱田博司（分子生物学者、医学者）
- 辻野功（政治学者）
- 長尾正人 (育種学者)
- 戸倉ハル（女子体育・幼児教育） - 南村（現・丸亀市）
- 松尾豊（工学者）
- 桑田秀延（神学者：東京神学大学初代学長）
- 飯間浩明（日本語学者、三省堂国語辞典編纂者）

### 技術者
- 米谷美久（光学技術者）
- 三木忠直（海軍技術少佐、新幹線の開発者）
- 安藤茂 (厚生労働省水道課長、水道技術研究センター理事長)
- 佃昌道（工学者、高松大学学長）
- 守屋英一

### 工芸家

#### 漆芸
- 磯井如真（人間国宝：高松市）

#### 陶芸
- 合田好道（観音寺市）
- 亀井洋一郎（東かがわ市）

#### 染織
- 鎌倉芳太郎（人間国宝：三木町）

### 画家
- 猪熊弦一郎（高松市）
- 小林萬吾:三豊市
- 中原淳一
- 池原昭治

### 現代美術家
- 所幸則：高松市
- 中山ダイスケ：丸亀市

### 写真家
- 宮武東洋：善通寺市
- 藤村大介：丸亀市
- まいけるひとし：高松市

### 建築家
- 佐立七次郎：高松市
- 北山恒
- 木村俊彦：高松市
- 高谷時彦

### 彫刻家
- 速水史朗

### 華道家
- 中川幸夫　丸亀市

### 作家
- 菊池寛（芥川龍之介賞、直木賞の設立者）
- 壺井栄（『二十四の瞳』の作者）
- 高城修三（第78回芥川賞受賞）
- 芦原すなお（第105回直木賞受賞）
- 西村寿行
- 西村望
- 中河与一
- 大藪春彦（『蘇る金狼』の作者。出生は京城）
- 黒島伝治　小豆島町
- 池田真一
- 森川智喜
- 結城充考
- 赤松利市
- つげのり子（皇室ライター）

### 詩人・歌人
- 菊池五山（漢詩人、寛政の四大詩人の一人）高松市
- 香川進（歌人）
- 河西新太郎（詩人・作詞家）
- 壺井繁治　小豆島町
- 篠原資明（哲学者・詩人）

### 棋士
- 植村真理
- 鹿野圭生
- 小林健二
- 藤本渚

### 脚本家
- 太田愛（『ウルトラマンティガ』などのウルトラマンシリーズ、『トリック2』など）
- 中谷まゆみ（『ぽっかぽか』シリーズなど）
- 青田ひでき（劇作家　劇団BLUESTAXI代表）

### 映画監督
- 本広克行（「踊る大捜査線」の演出、監督など）
- 朝原雄三（「釣りバカ日誌16」など）

### 音楽家
- 福崎至佐子 （ヴァイオリニスト、大学教授）高松市
- 林康子 （ソプラノ歌手）
- 川井郁子（ヴァイオリニスト、作曲家）
- 上原彩子（ピアニスト）高松市

### 漫画家
- 天久聖一（『バカドリル』作者、第6回オールナイツ文学賞）
- 池原昭治（『まんが日本昔ばなし』など）
- 入江亜季
- 梅川和実（『ガウガウわー太』など）
- 木内千鶴子（『天国が見つからない』など）
- 喜国雅彦（『月光の囁き』など）：高松市
- 忍
- 篠丸のどか（『うどんの国の金色毛鞠』など）
- 磁ロックス
- 高瀬直子
- 津々巳あや：高松市
- 寺嶋裕二（『ダイヤのA』など）
- 友沢ミミヨ
- 西崎まりの
- 日本橋ヨヲコ（『プラスチック解体高校』など）：高松市
- 馬頭ちーめい（『BREAK-AGE』など）
- 平尾リョウ
- ふじつか雪：高松市
- 真鍋譲治（『銀河戦国群雄伝ライ』など）
- 宮尾岳（『並木橋通りアオバ自転車店』など）
- みやたけし
- りすまい
- 山本崇一朗

### イラストレーター
- 中村博文
- 岡谷敏明（デザイナー）
- 井筒啓之

### アニメーション関係者
- 池田成（アニメ監督）
- 香西隆男（アニメーター、キャラクターデザイナー）
- さとうけいいち（アニメ監督）
- 高岡淳一（アニメーター、キャラクターデザイナー）
- なかのとおる（音響監督）
- 吉田徹（アニメーター）
- 杉谷光一（アニメーター）
- 平尾隆之（演出家、アニメ監督）

#### 演奏者
- 川井郁子（ヴァイオリニスト、作曲家）
- 稲垣飛鳥（フルート）高松市　料理研究家としても活動　生まれは京都府
- 上原彩子（ピアニスト）高松市
- 臼杵美智代（マリンバ、サヌカイト）三豊市
- 廣瀬貴雄（トロンボーン、作曲家）
- 富田珠里（ピアニスト）高松市
- 上野由恵（フルート）高松市

#### 作詞家・作曲家
- 吉川洋一郎 - 作曲家、編曲家、映像プロデューサー（坂出市）
- 池毅 - アニメ・コマーシャルソング作曲家（善通寺市）
- 今井宏
- 山根ミチル - ゲームミュージック
- 佐義達雄 - 作詞・作曲家（直島町）
- 野田弘 - 作詞家（「小川楠一」名義で「香川県民歌」を作詞）、坂出市教育長（三豊市）
- 原 文彦 - 作詞家（東かがわ市）

### マスメディア関係者
- 久保晴生（元日本テレビアナウンサー。娘はアナウンサーの久保純子）
- 中野美奈子（元フジテレビアナウンサー）：丸亀市
- 橋谷能理子（ニュースキャスター）
- 原渕由布奈（福井テレビジョン放送アナウンサー）
- 砂原幸雄（元TBS会長、横浜ベイスターズオーナー）
- 香川恵美子（元TBSアナウンサー）高松市
- 岡佳奈（フリーアナウンサー）高松市牟礼町
- 松本一路（元NHKアナウンサー）高松市
- 石橋雅子（四国放送アナウンサー）東かがわ市
- 伊藤健三（NHKアナウンサー）高松市
- フランク・正三・馬場（GHQ民間情報教育局の一員）
- 丸朋子（アナウンサー、スタジアムDJ）
- 笠置わか菜 (福島放送アナウンサー)
- 山下洋平（瀬戸内海放送報道記者）
- 五味道茂（元朝日新聞記者。「蓼沢猟」の筆名で「滋賀県民の歌」を作詞）
- 新名丈夫 高松市
- 漆原輝（NHKアナウンサー）高松市
- 是永千恵（NHKアナウンサー）綾川町
- 中村信博（NHKアナウンサー）高松市
- 戸北美月（ウェザーニュースLiVEキャスター）出身地は福岡県福岡市
- 藤澤翼（スタジアムDJ、ラジオパーソナリティ）丸亀市

### ジャーナリスト
- 宮武外骨（新聞史研究家、世相風俗研究家）
- 浅野健一（同志社大学教授）

### 料理研究家
- 土井勝
- 結城貢

### その他の文化人
- 大杉栄（思想家、アナキスト）
- 近藤照男（元東映プロデューサー、近藤照男プロダクション代表）
- 田尾和俊（讃岐うどん評論家、麺通団団長、四国学院大学教授）
- 十返肇（文芸評論家）
- 高橋敏夫（文芸評論家、早稲田大学文学部教授）
- 浪越徳治郎（指圧）
- 小林健二（将棋棋士）
- 植村真理（女流棋士）
- 喰始（WAHAHA本舗創設者、舞台役者、演出家）
- サカグチケン（アートディレクター）
- 井下靖央（演出家
- 小西マサテル（放送作家）
- 月下秀之（AV監督、脚本家）
- 小島烏水（登山家、随筆家、文芸批評家）
- ふくらP（QuizKnock）

## 芸能人

### ミュージシャン・バンド
馬場美夕(音楽家)
- 春（ザアザア ギター）、高松市
- 赤股賢二郎（ソノダバンド ギター）、高松市
- Ikoman（サウンドプロデューサー、アレンジャー）、観音寺市
- 宇川直宏（UKAWANIMATION!）
- ANGEL-TAKA（宇宙戦隊NOIZ ボーカル、Angel Voice ボーカル）
- 小倉博和（ギタリスト、音楽プロデューサー）
- 尾崎隆雄（元Concerto Moon）
- 勝詩、小豆郡
- 叫（宇宙戦隊NOIZ ベース、Super Vibrator ベース）
- 長尾匡祐 (ドートレトミシー)
- 粂井宏昭（Soma ドラム、SCREAMING SOUL HILL ドラム、AIR、Def Tech ドラム、音楽プロデューサー、作曲家）
- サイトウヨシヒロ、高松市
- 曽我部恵一（サニーデイ・サービス）
- ダイスケはん（マキシマムザホルモン）
- 高木芳基（ザ・マスミサイル）
- ターキー（GO!GO!7188 ドラム）
- 塚田良平（『天才てれびくんMAX』プロデューサー、作曲家）
- 徳田憲治（スムルース）
- 東原力哉（ナニワエキスプレス ドラム）、高松市
- ファンキー末吉（爆風スランプ ドラム）、坂出市
- 藤岡友香（シンガーソングライター）、三豊市
- 藤原清登（ベーシスト）、高松市
- 前田知香（TOMOKA）（映画『いかレスラー』のエンディングテーマをリリースしている。）、坂出市
- mimika、高松市
- ヨシケン、小豆郡
- 吉田靖直(トリプルファイヤー ボーカル)、三豊市
- みゆはん（シンガーソングライター）
- 福田幹大（音楽ディレクター、プロデューサー）
- 宮原まお (作曲家・タレント) -高松市

### 歌手
- 笠置シヅ子（「東京ブギウギ」ほか。）
- 林康子（オペラ歌手）
- 松原美香（歌のお姉さん）
- 本多春奈（香川の歌姫兼CM女王）
- かまだみき（NHKBSおかあさんといっしょうたのおねえさん）

### アイドル
- 碧井湊都（EUPHORIA）
- 伊藤祐奈（元アイドリング!!!）：高松市
- 川上礼奈（元NMB48）：丸亀市
- 新居歩美 （アキシブproject）
- 古川未鈴（でんぱ組.inc）
- 三宅健（元V6）：高松市（出生地は神奈川県。母も高松市出身）
- 福田ひなた（可憐なアイボリー）

### グループ・デュオ
- ザ・ジェット・ブラザース＆ザ・ファイターズ
- Rococo（双子デュオ）
- Bachicco!（ばちっ娘!）
- SHOCO（Missing Link）

### 俳優
- 飯沼愛
- 石倉三郎
- 西山浩司
- 高畑淳子：善通寺市
- 藤澤恵麻（出生地は秋田県）
- 木内晶子
- 要潤：三豊市三野町
- 馬渕英里何（「白線流し」など）
- 水野美紀：（高松市 出生地）
- 平岡拓真
- 市川右太衛門
- 田中尚貴
- 國重直也：善通寺市（劇団イキウメ所属）
- 浅野麻衣子
- 林勇輔
- 岩倉沙織：丸亀市
- 羽立光来：高松市
- 石井雅登
- 内海雅智：高松市
- 三谷亮太
- 伏石泰宏 （第6回ジュノン・スーパーボーイ・コンテスト審査員特別賞）
- 今里真
- 藤森加奈

### モデル
- 大里菜桜：高松市

### 落語家
- 桂こけ枝：三豊市
- 三遊亭究斗：高松市

### タレント
- 松本明子：高松市
- 南原清隆（ウッチャンナンチャン）：高松市
- 中田ボタン（中田カウス・ボタン）：小豆郡
- ルーキー新一：琴平町
- レツゴー正児（レツゴー三匹のリーダー）：琴平町
- 山下しげのり（ジャリズム）：高松市
- たいぞう：観音寺市
- 〆さばアタル（〆さば）
- 正司敏江（正司敏江・玲児）：小豆郡
- 植松俊介（シャカ）：高松市
- 大熊啓誉（シャカ）：高松市
- 太田浩介
- 梶剛（アイスクリーム）：三豊市
- 丸山裕樹（タリキ）：高松市
- えつ子（アバンギャル'S）
- もっぷん
- 生田渉（シンプソンズ）：牟礼町
- 矢野正樹（ガリベンズ）：観音寺市
- 植村朋弘（じゃぴょん）
- スレビー（はむつんサーブ）
- 本幸拓真
- 岩瀬香奈
- 今泉彩良
- 佐野真彩：高松市
- 井坂彰(DJ、タレント)：高松市
- 喉押さえマン
- 初瀬悠太（ななまがり）
- 山下耀子
- きん（ビスケットブラザーズ）：丸亀市
- 瀬戸なみ
- ロサリオ恵奈
- 桜木こなみ
- 乙陽葵

### 声優
- 井川秀栄
- 稲田佳乃香
- 小笠原圭吾
- 岡嶋妙
- Kay稲毛
- 坂上航司
- 十河圭祐
- 高津麻都香
- 中村悠一[3]
- 鍋井まき子
- 春瀬なつみ
- 藤原勝也
- 細川量代
- 松原美香
- 松本まきこ
- 三川華月

## スポーツ選手

### アイスホッケー
- 中北浩仁（NCAA出場、バンクーバーパラリンピックアイススレッジホッケー日本代表監督）高松市

### アメリカンフットボール
- 合田正和　観音寺市

### 競艇
- 安岐真人
- 三嶌誠司
- 重成一人
- 森高一真
- 西村美智子
- 平山智加
- 中村日向

### 競馬
- 小野幸治（JRA調教師）

### ゴルフ
- 森田遥

### サッカー
- 北野誠（元京都パープルサンガ→元ロアッソ熊本ヘッドコーチ→元ロアッソ熊本監督→元カマタマーレ讃岐監督→元FC岐阜監督→ノジマステラ相模原監督）
- 川前力也（元C大阪→サガン鳥栖→水戸ホーリーホック→アローズ北陸→ サガン鳥栖U-15唐津監督→VALENTIA監督）
- 前田信弘（元V川崎、清水、神戸、新潟・女子日本代表GKコーチ）丸亀市
- 吉田明博（元平塚→元横浜FC→高松大学監督）
- 中野圭一郎（元新潟→アルビレックス新潟ジュニアユース監督→トレセン香川U-15中讃のチーフコーチ）
- 氏原良二（元名古屋グランパスエイト→アルビレックス新潟→サガン鳥栖→モンテディオ山形→ザスパ草津→名古屋U-15コーチ→新潟U-15コーチ）
- 高木和正（広島→山形→岐阜→栃木→讃岐→現役引退→SONIO高松）
- 多田高行（北九州→現役引退）さぬき市
- 三原向平（湘南ベルマーレ→愛媛FC→VONDS市原→南葛SC）丸亀市
- 西村泰彦（大宮アルディージャ育成部のコーチ、大宮アルディージャ分析担当コーチ）
- 豊島幸一（FC琉球GKコーチ、 ギラヴァンツ北九州 GKコーチ、讃岐GKコーチ、 ロアッソ熊本 GKコーチ）
- 野口遼太(讃岐→鈴鹿アンリミテッドFC→ヴィアティン三重→鈴鹿アンリミテッドFC)
- 堀河俊大(讃岐→鈴鹿アンリミテッドFC)
- 福家勇輝(讃岐→FC刈谷→現役引退→SONIO高松）
- 溝渕雄志(千葉→松本山雅→栃木→千葉→栃木→現役引退)
- 秋山貴嗣（鳥取→藤枝MYFC→現役引退）
- 寺岡真弘（ギラヴァンツ北九州→AC長野パルセイロ→ギラヴァンツ北九州→現役引退）
- 武下智哉（讃岐）丸亀市
- 延祐太（福島）
- 家泉怜依（いわきFC→北海道コンサドーレ札幌）
- 谷口璃成（岡山）
- 松原快晟（讃岐）
- 田尾佳祐（讃岐）
- 辻岡佑真（いわき→宮崎）
- 高野 裕維（高知）

### 自転車競技
- 真鍋和幸（ロードレースアトランタオリンピック出場）：三豊市
- 住田修（ロードレース、アトランタオリンピック出場）

#### 競輪
- 香川雄介：多度津町
- 大西祐：三豊市
- 児玉広志：土庄町
- 竹井史香*：高松市
- 松川周次郎
- 松川光子*
- 山地正

### 水泳
- 遊佐正憲（自由形、ロサンゼルス、ベルリン五輪800mリレー連覇、ベルリン100m自由形銀メダル）多度津町
- 浜口喜博（自由形、ヘルシンキオリンピック800mリレー銀メダル）高松市
- 田渕晋（個人メドレー、シドニーオリンピック、アテネオリンピック出場）宇多津町

### 相撲
- 22代目木村庄之助（元立行司）：高松市
- 神風正一（元関脇、大相撲解説者）：大内町
- 琴錦登（元小結）：観音寺市
- 琴ヶ濱貞雄（元大関）：観音寺市
- 若三杉彰晃（元関脇）：丸亀市
- 神生山清（元幕内）：高松市仏生山町
- 五剣山博之（元十両）：高松市
- 琴勇輝一巖（元関脇）：小豆島町
- 希善龍貴司（元十両）：善通寺市
- 天風浩一（幕内）：琴平町

### 体操競技
- 松本林子

### 卓球
- 松崎キミ代（世界選手権金メダリスト）三豊市高瀬町
- 若宮三紗子（世界選手権出場、日本選手権ダブルス優勝）多度津町
- 前田美優：三豊市三野町

### テニス
- 三木龍喜（1934年ウィンブルドン選手権混合ダブルス優勝）高松市

### バスケットボール
- 大庭哲夫（メルボルンオリンピック日本代表監督）高松市
- 丸岡茂樹（豊田通商選手・監督、高松ファイブアローズ監督）善通寺市
- 宮本真司（高松ファイブアローズ）坂出市
- 山崎哲男（高松ファイブアローズ）宇多津町
- 渡邊雄太（日本代表選出）三木町
- 池本宗太朗（高松ファイブアローズ）東かがわ市
- 山下和樹（高松ファイブアローズ）善通寺市
- 牛田悠理（デンソーアイリス）丸亀市
- 阿部幸音（デンソーアイリス）さぬき市
- 渡邊夕貴（アイシン・エィ・ダブリュ ウィングス）三木町
- 井上愛（新潟アルビレックスBBラビッツ）高松市
- 中山樹（新潟アルビレックスBBラビッツ）善通寺市

### バドミントン
- 中西洋介（日本ユニシス、元日本代表選手）
- 桃田賢斗（日本代表選手）三豊市三野町

### バレーボール
- 大松博文（1964年東京オリンピック全日本女子監督、元参議院議員）宇多津町
- 小山勉（1964年東京オリンピック銅メダリスト、モントリオール及びソウルオリンピック全日本男子監督）坂出市
- 吉田国昭（アトランタオリンピック全日本女子監督）
- 横田忠義（メキシコシティ銀メダル、ミュンヘン金メダル、モントリオール4位、元全日本女子監督）三豊市財田町
- 植田辰哉（バルセロナオリンピック主将、北京オリンピック全日本男子監督）東かがわ市
- 大庭健裕（FC東京バレーボールチーム）高松市香川町
- 小西健太（パナソニック・パンサーズ）高松市
- 横手直子（日立佐和リヴァーレ）高松市香川町
- 筒井視穂子（久光製薬スプリングス）三木町
- 大上正裕（JTサンダーズ）高松市
- 千野葉子（JTマーヴェラス）高松市
- 東原枝里（日立リヴァーレ）高松市

### ハンドボール
- 山本伸二（元ワクナガレオリック監督、ロサンゼルスオリンピック出場）
- 森下純弘　高松市
- 谷村遼太（ワクナガレオリック、日本代表選出）
- 塩田沙代（北國銀行、日本代表選出）

### フェンシング
- 宇山賢（2020年東京オリンピック金メダリスト）：高松市

### 武道・格闘技関連
- 植田平太郎 - 剣道家（高松市）
- 渡辺栄 - 剣道家（丸亀市）
- 小西康裕 - 武道家、空手10段・剣道8段・柔道7段（高松市）
- 石川隆彦 - 柔道家、全日本選手権優勝（三豊市山本町）
- 藤猪省太 - 柔道家、幻のモスクワオリンピック代表（東かがわ市）
- 宗由貴 - 日本少林寺拳法グループ総裁（多度津町）
- 内藤征弥 - 総合格闘家
- 井上由美子 - 女子格闘家・テコンドー家。旧名「羽柴まゆみ」。（高松市）
- 前田吉朗 - 総合格闘家（高松市）
- 桑島靖寛 - 極真空手（東かがわ市）
- 竹地盛治 - プロボクサー、元OPBF東洋太平洋スーパーウェルター級王者（琴南町）
- 鬼ヶ島竜 - プロボクサー、2008年ミニマム級全日本新人王（高松市女木島）
- 石本康隆 - プロボクサー、元WBOインターナショナルスーパーバンタム級王者（高松市）
- 木村吉光 - プロボクサー、日本スーパーフェザー級ユース王者（善通寺市）
- 奥田朱理 - 女子プロレスラー（多度津町）

### ボート、カヌー
- 坂東慧子（2009年東アジア大会軽量級ダブルスカル2位）小豆島町

### 野球

#### 現役プロ野球選手
- 浅野翔吾（巨人）：高松市
- 末包昇大（広島）：坂出市
- 寿賀弘都（オリックス）：高松市
- 富田龍（巨人）：高松市
- 東山玲士（オリックス）：坂出市
- 古市尊（西武）：丸亀市
- 塹江敦哉（広島）：高松市
- 松本直樹（ヤクルト）：坂出市
- 水野達稀（日本ハム）：丸亀市

#### 引退選手
- 宮武三郎（阪急初代主将：野球殿堂入り）：高松市
- 水原茂（巨人、巨人・東映・中日監督他 / 野球殿堂入り）：高松市
- 三原脩（巨人、巨人・西鉄・大洋監督他 / 野球殿堂入り）：まんのう町
- 西村正夫（阪急、阪急監督）：高松市
- 筒井修（巨人-プロ野球審判員 / 野球殿堂入り）：善通寺市
- 加藤正二（名古屋軍→急映→大映）
- 樋笠一夫（広島→巨人）：丸亀市
- 藤井道夫（阪急）：高松市
- 川畑博（巨人-大映）
- 牧野茂（中日、巨人コーチ / 野球殿堂入り）：高松市
- 山下健（阪急）
- 松岡雅俊（東映）
- 穴吹義雄（南海、南海監督）：香川町
- 中西太（西鉄→西鉄監督他 / 野球殿堂入り）：高松市
- 西村貞朗（西鉄）
- 和田勇（毎日）：丸亀市
- 大矢根博臣（中日→西鉄）
- 関森正治（近鉄→阪急）：高松市
- 田中尊（南海→広島）：高松市
- 近藤昭仁（大洋）：高松市
- 安藤元博（東映→巨人）
- 岡村浩二（阪急→日本ハム）：丸亀市
- 山口富士雄（阪急→大洋）
- 橋本勝隆（中日）
- 田中調（東映-ヤクルト）：三木町
- 島谷金二（中日→阪急）：高松市
- 中塚政幸（大洋）：高松市
- 石床幹雄（阪神）：小豆島町
- 小坂敏彦（巨人→日本ハム）：高松市
- 村上義則（中日）：小豆島町
- 池内豊（南海→阪神→大洋→阪急）：さぬき市
- 大北敏博（巨人→西武）
- 宮脇敏（ロッテ→広島）：丸亀市
- 田尾安志（中日→西武-阪神 / 元楽天監督）：三豊市生まれ
- 平田薫（巨人→大洋→ヤクルト）：坂出市
- 立野政治（ヤクルト）
- 熊野輝光（ロス五輪金メダリスト / 阪急→巨人）：三木町
- 白井一幸（日本ハム→オリックス）：さぬき市
- 青井要（ダイエー）：三豊市
- 東哲也（阪急）：東かがわ市
- 古池拓一（中日→近鉄）：高松市
- 三野勝大（巨人→横浜）：宇多津町
- 川畑勇一（ヤクルト）：東かがわ市
- 三瀬幸司（ダイエー→ソフトバンク→中日）：観音寺市
- 矢野諭（日本ハム）：綾川町
- 神田義英（ロッテ）：高松市
- 天野浩一（広島）：高松市
- 前田大輔（オリックス）：高松市
- 佐々木貴賀（日本ハム）：高松市
- 齊藤信介（中日）：高松市
- 松家卓弘（横浜→日本ハム）：高松市
- 高橋浩司（オリックス-楽天）：さぬき市
- 新田玄気（ヤクルト）：高松市
- 鈴木義広（中日）：まんのう町
- 岡本秀寛（ヤクルト）：高松市
- 松永昂大（ロッテ）：さぬき市
- 白川大輔（ロッテ）：琴平町
- 山中達也（広島）：坂出市
- 関口将平（アトランタブレーブス）：小豆島町
- 秋山拓巳（阪神）：丸亀市
- 松本竜也（巨人）：三木町
- 三好大倫（中日）：東かがわ市

#### 独立リーグ及びアマチュア野球
- 水原義明（東京六大学野球連盟、早稲田大学）
- 梶原英夫（東京六大学野球連盟、東京帝国大学）
- 平井英一（社会人野球、富士重工業など）
- 吉井憲治（社会人野球、西濃運輸など）
- 久保尚志（社会人野球、鷲宮製作所／1995年選抜高校野球優勝投手）
- 高尾健太（四国アイランドリーグ）
- 川崎ひかる（日本女子プロ野球機構）：三豊市
- 南川忠亮（社会人野球、JR四国）：高松市
- 真砂寧々（読売ジャイアンツ女子チーム）

#### その他
- 笹真輔（プロ野球審判員）
- 長尾健司（高校野球指導者）：丸亀市

### ラグビー
- 平池三記
- 山崎基生　高松市

### 陸上競技
- 大浦留市（アントワープオリンピック5000m、10000m代表、県人初の五輪出場）宇多津町
- 山田兼松（マラソン選手、アムステルダムオリンピック4位）坂出市
- 西内文夫（十種競技、1951年アジア大会金メダル、1954年銀メダル、元中央大陸上部監督）丸亀市
- 帖佐寛章（中距離選手）土庄町豊島
- 山田恵子（短距離走、1970年アジア大会200m金メダル）高松市
- 高橋卓巳（棒高跳、ロサンゼルスオリンピック出場、アジア大会金メダル）観音寺市
- 木川泰弘（棒高跳、1974年アジア大会金メダル、1978年銅メダル）観音寺市
- 上田誠仁（長距離選手、山梨学院大学陸上競技部監督）
- 横山学（棒高跳び、シドニーオリンピック出場）三豊市詫間町
- 田村育子（中距離選手、日本選手権3連覇）
- 中野真実（棒高跳び、元日本記録保持者、屋内日本記録保持者）観音寺市
- 大森輝和（長距離選手、2005年世界選手権出場）土庄町
- 綾真澄（元ハンマー投げ日本記録保持者、世界選手権代表、2011年アジア選手権金メダル）
- 河北尚広（400mハードル、2006年、2010年アジア大会銅メダル）高松市
- 三津谷祐（長距離選手、2005年世界選手権出場）観音寺市
- 桝見咲智子（走り幅跳び、2009年世界選手権出場、2013年アジア選手権金メダル）
- 宮井仁美（長距離選手、2005年世界選手権出場）

## その他

### 宗教家
- 空海（日本真言宗の開祖、別名：弘法大師）善通寺市、まんのう町
- 円珍（別名：智証大師）
- 実慧（別名：道興大師）
- 真雅（別名：法光大師）
- 聖宝（別名：理源大師）
- 安倍晴明（平安時代の陰陽師。讃岐国出生説もある。）
- 頼富本宏

### アダルトタレント
- 鈴房ありさ
- 田渕正浩
- 早川凛
- 美園和花

## 架空の人物
- 白瀬慧（『BPS バトルプログラマーシラセ』の登場人物。天才ハッカーな主人公）
- 杉原真奈美（『センチメンタルグラフティ』の登場人物）
- 高倉文太（『クレヨンしんちゃん』の登場人物で、園長先生。組長の愛称で親しまれる。）
- ドクター高松（『南国少年パプワくん』、『PAPUWA』の登場人物。）
- 太宰準（『太陽にほえろ!』の登場人物。）
- 香川瞳（『もえちり!』シリーズの擬人化キャラ）
- 三好紗南（『アイドルマスター シンデレラガールズ』の登場人物。）
- 大西由里子（『アイドルマスター シンデレラガールズ』の登場人物。）
- 北川真尋（『アイドルマスター シンデレラガールズ』の登場人物。）
- 大神環（『アイドルマスター ミリオンライブ!』の登場人物）
- 萌咲いちご（『それが声優!』の登場人物。）
- 綾井しらゆき （『アイドル事変』の登場人物。）
- 伯方眞妃（『推しが武道館いってくれたら死ぬ』の登場人物。）：高松市
- 氷川誠（『仮面ライダーアギト』の登場人物。G3およびG3-Xのメイン装着員）

## 香川県に居住歴のある人物

### 公人
- 岸田文雄（衆議院議員、第100・101代内閣総理大臣）：東京都渋谷区出身。銀行員時代に高松市に赴任していた。
- 清元秀泰（姫路市長）：兵庫県姫路市出身。香川医科大学（現：香川大学医学部）、同大学院に在籍していた。
- 白石春樹（元愛媛県知事）：愛媛県伊予郡松前町出身。旧制高松高等商業学校（現：香川大学経済学部）に在籍していた。
- 増原惠吉（初代公選香川県知事）：愛媛県宇和島市出身。

### 実業家
- 小津正次郎（実業家）：三重県出身。旧制高松高等商業学校（現：香川大学経済学部）に在籍していた。

### 文化人
- イサム・ノグチ （彫刻家、造園家）：アメリカ合衆国ロサンゼルス出身。牟礼町を日本での製作拠点として活動していた。
- 尾木直樹（教育評論家）：滋賀県米原市出身。（高松市立）高松第一高等学校に在籍していた。
- 高見広春（小説家）：兵庫県神戸市灘区出身。香川県立三本松高等学校を卒業。
- 広島晃甫（日本画家）：徳島県徳島市出身。香川県立工芸学校（現：香川県立高松工芸高等学校）に在籍していた。
- 山下菊二（洋画家）：徳島県三好市出身。香川県立工芸学校（現：香川県立高松工芸高等学校）に在籍していた。

### 芸能人
- 遠藤章造（お笑いタレント）：大阪府豊中市出身。寒川高等学校に在学していた。

### スポーツ選手
- 香川オリーブガイナーズの選手一覧
- 香川ファイブアローズの選手一覧
- 香川アイスフェローズの選手
- 四国Eighty 8 Queenの選手（2011年に廃部）
- カマタマーレ讃岐の選手
- 市ヶ谷廣輝（元フェンシング選手、教師）：鹿児島県出身。香川クラブ所属、香川県高校教員。
- 伊良部秀輝（元プロ野球選手）：沖縄県宮古島市生まれ、兵庫県尼崎市育ち。尽誠学園高等学校に在学していた。
- 遠藤りつこ（バレーボール選手）：神奈川県相模原市出身。香川県立高松北高等学校に在学していた。
- 大森剛（元プロ野球選手）：奈良県奈良市出身。香川県立高松商業高等学校に在学していた。
- 小瀬浩之（元プロ野球選手）：大阪府大東市出身。尽誠学園高等学校に在学していた。
- 佐伯貴弘（元プロ野球選手）：大阪府大阪市東成区出身。尽誠学園高等学校に在学していた。
- 十川孝富（元プロ野球選手）：大阪府松原市出身。四国学院大学香川西高等学校に在学していた
- 田中耀飛（元プロ野球選手）：大阪府大阪市住之江区出身。英明高等学校に在学していた。
- 田中浩康（元プロ野球選手）：京都府木津川市出身。尽誠学園高等学校に在学していた。
- 谷佳知（元プロ野球選手）：大阪府東大阪市出身。尽誠学園高等学校に在学していた。
- 鶴田圭祐（元プロ野球選手）：滋賀県守山市出身。寒川高等学校に在学していた。
- 土肥星也（プロ野球選手）：大阪府大東市出身。尽誠学園高等学校に在学していた。
- 中郷大樹（元プロ野球選手）：徳島県那賀郡鷲敷町（現：那賀町）出身。JR四国硬式野球部に在籍していた。
- 仁科時成（元プロ野球選手）：岡山県浅口郡寄島町（現：浅口市）出身。大倉工業野球部に在籍していた。
- 西村龍次（元プロ野球選手）：広島県呉市出身。寒川高等学校に在学していた。
- 登里享平（プロサッカー選手）：大阪府東大阪市出身。四国学院大学香川西高等学校に在学していた。
- 野村勇（プロ野球選手）：兵庫県神戸市垂水区出身。寒川高等学校に在学していた。
- 堀奈津佳（女子プロゴルフ選手）：徳島県徳島市出身。寒川高等学校に在学していた。
- 宮地克彦（元プロ野球選手）：大阪府大東市出身。尽誠学園高等学校に在学していた。
- 山川美由紀（競艇選手：徳島県出身。香川県立高松東高等学校に在学（中途退学）していた。丸亀競艇場がホームプール。
- 吉田実（元競輪選手）：愛媛県西条市出身。観音寺競輪場がホームバンクだった。

### マスコミ
NHK高松放送局
- 大塚範一（初任地）
- 鈴木桂一郎 (初任地）
- 内多勝康（初任地）
- 有馬嘉男（初任地）
- 伊藤由紀子（初任地）
- 上岡亮（初任地）
- 中條誠子（初任地）
- 山田賢治（初任地）
- 神門光太朗（初任地）
- 中澤輝（初任地）
- 鈴木奈穂子（初任地）
- 池野健（初任地）
- 上條倫子（初任地）
- 廣瀬雄大（初任地）
- 宮﨑慶太（初任地）
- 保里小百合（初任地）
- 川﨑理加（初任地）
- 塩﨑実央（初任地）

## 親族が香川県出身の人物
- 安部公房（小説家）：東京都北豊島郡滝野川町（現・東京都北区西ケ原）出身。父方の祖父母が高松市出身。
- 石丸幹二（俳優）：愛媛県新居浜市生まれ。母が香川県出身[4]。
- 植田まさし（漫画家、『コボちゃん』など）：東京都世田谷区出身。父が木田郡三木町出身。
- 大平透 (声優):東京都大田区出身。父親が香川県観音寺市出身。
- 岡田圭右（ますだおかだ）：大阪府大阪市中央区（旧・東区）出身。母が小豆島出身。
- 岡田隆之介・岡田結実兄妹：父方の祖母（前述の圭右の母）が小豆島出身。
- 小倉智昭（フリーアナウンサー）：秋田県秋田市出身。『情報プレゼンター とくダネ!』（2009年2月2日放送）で出生地は丸亀市と明かす。
- 兼近大樹（お笑いコンビEXIT）：北海道札幌市出身。曾祖父がまんのう町出身。
- 森田哲矢（さらば青春の光）：大阪府堺市北区金岡町出身。母が小豆島出身。
- 辻本茂雄（お笑いタレント）：大阪府阪南市出身。母が小豆島出身。
- 嘉門タツオ（歌手）：大阪府茨木市出身。父方の祖母が高松市出身。
- 北大路欣也（俳優）：京都府京都市北区出身。父親の市川右太衛門が丸亀市生まれ。
- 北川景子（女優）：神戸市出身。母方の曾祖父が香川県出身。母親と母方の祖父母は坂出市出身。下記の高畑姉弟とは遠縁にあたる。
- 木場弘子（元TBSテレビアナウンサー）：岡山県生まれ。両親が小豆島出身。
- 久慈暁子（元フジテレビアナウンサー）：岩手県奥州市出身。夫の渡邊雄太が木田郡三木町出身。
- 久保史緒里（乃木坂46のメンバー）：宮城県仙台市出身。曾祖父及び祖父が高松市出身。
- 久保純子（フリーアナウンサー、元NHKアナウンサー）：東京都生まれ。父親の元日本テレビアナウンサー久保晴生が香川県出身。
- 小林完吾（フリーアナウンサー）： 神奈川県鎌倉市出身。祖父の小林萬吾が三豊市生まれ。
- 坂下千里子（タレント）：京都府宇治市出身。母が香川県出身。
- AMEMIYA（お笑いタレント）：千葉県佐倉市出身。祖母が小豆島出身。
- 高畑こと美・裕太姉弟（俳優、母が高畑淳子）：東京都出身。
- 萩本欽一（お笑いタレント）：東京都生まれ。両親が小豆島出身。
- 東山魁夷（画家）：神奈川県横浜市出身。祖父が坂出市櫃石島出身で、東山魁夷せとうち美術館が坂出市にある。
- 広末涼子（女優）：高知県高知市出身。 母方の曽祖父が三豊市（旧・三野郡三野町）下高瀬出身。
- 水卜麻美（日本テレビアナウンサー）：千葉県市川市生まれ[5]。父がさぬき市出身。
- 宮迫博之（元雨上がり決死隊）：大阪府茨木市出身。母親の出身地が香川県。
- 宮本亜門（演出家）：東京都中央区出身。祖父が坂出市出身で、自身も瀬戸内国際芸術祭で訪れた際に第二の故郷と発言している[6]。
- 三淵嘉子（弁護士、裁判官）：シンガポール出身。親が丸亀市出身。自身も幼少期は丸亀で過ごす[7]。

## 香川県にゆかりのある人物
- 石井亮次（フリーアナウンサー）：大阪府東大阪市出身。元CBCテレビアナウンサー。本籍地は三豊市[8]。
- 本田朋子（フリーアナウンサー、元フジテレビアナウンサー）：愛媛県松山市出身。 5歳年上の姉（2015年に丸亀市へ移住）が丸亀市の公式観光ゆるキャラ「とり奉行骨付じゅうじゅう」をデザインした[9][10]。